# もったいないとらんど
「もったいないとらんど」は、きゃりーぱみゅぱみゅの7作目のシングル曲。2013年11月6日にワーナーミュージック・ジャパンから発売。

## 音楽性・構成
中田ヤスタカがau（KDDI・沖縄セルラー電話連合）のCM用に書き下した表題曲は「うそみたいなファンタジー」をテーマにしており、夢と希望がつまった可愛らしく軽快なポップチューンである。
C/Wの「すんごいオーラ」はアイリッシュ風のリズミックなメロディで、ステージでのダンスはフォークダンス風である。

## パッケージ
初回限定盤、通常盤の2形態で発売。初回限定盤には、きゃりーぱみゅぱみゅ（以下きゃりー）のシングルとしては初めてDVDが付属する。

## 収録曲

### CD
（全作詞・作曲・編曲：中田ヤスタカ）
1. もったいないとらんど (4:01)
  - KDDI・沖縄セルラー電話「auスマートバリュー」 CMソング
  - 第35回さっぽろホワイトイルミネーション コラボレートソング
2. すんごいオーラ (2:56)
  - サンスター 「Ora2」 CMソング
3. にんじゃりばんばん -extended mix- (5:43)
4. もったいないとらんど -instrumental- (4:01)
5. すんごいオーラ -instrumental- (2:56)

### DVD （初回限定盤のみ）
1. もったいないとらんど ふりつけビデオ by きゃりーダンサー

## アートワーク
アートワークはいずれも表題曲のコンセプトを受け継いでいる。初回限定盤はリンゴの皮やみかんの皮をあしらったピンクのウィグをきゃりーが被って「もったいない」を表現。いっぽう通常盤は、きゃりーが魔法で動物に変身してしまったという、彼女らしいユーモラスさが生かされている。

## ミュージック・ビデオ
表題曲のミュージックビデオは“もったいないとランド”という空想世界のプリンセスの物語であり、きゃりーの作品によく見られるファンタジックな世界観を前面に出し、彼女自身も「私の想う『ファンタジー』を最大限に入れ込みました！」とコメントしている。具体的には、社交ダンスシーン、唐突なアニメシーン挿入、魔法による動物への変身、セクシーお化けとの絡みなどが特徴的である。ラストではCMと同じ舞台セットできゃりーとお化けダンサーたちが歌い踊り、CMとのリンクが図られている。
きゃりーはデビュー前から親交のあるスタッフらと共に、ミュージックビデオの企画段階から打ち合わせを重ね、神奈川県のスタジオにて2013年9月中旬、「なんだこれくしょんツアー〜きゃりーぱみゅぱみゅの宇宙シアター〜」のさなか、早朝から深夜まで長時間かけて撮影を行なった。前作までと比較して、撮影シーン（カット数）が格段に多く、彼女としては様々なチャレンジがあったと述べている。きゃりーは作品中に3種類の衣装を身に着ける。まず、ナイトキャップに奇妙なオモチャをあしらったパジャマ姿は、きゃりーがスタイリストと相談しながら古着のパジャマをリメイクしたものである。次いで、メイン衣装の「プリンセス風衣装」はピンクと紫を基調とし、特製ティアラにはユニコーンなど空想上の動物をあしらってファンタジーを表現。そして、魔法により獣化するシーンでは、全身にピンクのフリルを纏った動物を模した衣装が使われる。この衣装はCDジャケットの通常盤にも使用されている。制作スタッフは次の通り。
- 演出・監督 - 田向潤
- スタイリスト - 飯嶋久美子

ミュージックビデオはシングルの発売に先駆け、2013年10月23日に公開された。